# Устерсбах
Устерсбах (нем. Ustersbach) — община в Германии, в Республике Бавария.
Община расположена в правительственном округе Швабия в районе Аугсбург и непосредственно подчиняется управлению административного сообщества Гессертсхаузен.
Община подразделяется на 3 сельских округа.
По данным на 31 декабря 2015 года:
- территория —  1114,14 га;
- население —  1102 чел.;
- плотность населения —  98,91 чел./км²;
- землеобеспеченность с учётом внутренних вод —  10 110,16 м²/чел.

## Население
По оценке на 31 декабря 2015 года население общины Устерсбах составляет 1102 чел. 

| Дата      | 1840 | 1871 | 1900 | 1925 | 1939 | 1950 | 1961 | 1970 | 1987 | 2011 |
| --------- | ---- | ---- | ---- | ---- | ---- | ---- | ---- | ---- | ---- | ---- |
| Население | 401  | 535  | 587  | 683  | 645  | 1042 | 949  | 1001 | 1005 | 1099 |

| Год       | 1960 | 1970 | 1980 | 1990 | 2000 | 2009 | 2010 | 2011 | 2012 | 2013 | 2014 | 2015 |
| --------- | ---- | ---- | ---- | ---- | ---- | ---- | ---- | ---- | ---- | ---- | ---- | ---- |
| Население | 966  | 1016 | 1093 | 1055 | 1179 | 1155 | 1143 | 1088 | 1067 | 1086 | 1102 | 1102 |